# Tanja Ingebretsen Kallin
Tanja Helen Ingebretsen Kallin, född 9 september 1998 i Vänersborg, är en svensk dokusåpadeltagare och vinnare av Big Brother 2021.

## Dokusåpadeltagande
Tanja Ingebretsen Kallin deltog 2019 i det svenska tv-programmet Paradise Hotel Sverige, där hon tillsammans med Patrik Ekblom kom tvåa. Hon var sedan deltagare och vinnare av Big Brother 2021. Hon var även 2022 deltagare och vinnare av Hide and Seek säsong 3 som hade premiär 17 november 2022 och sändes på Discovery+. Hon har även medverkat som tävlingsdeltagare i SVT-produktionen Hur snatchar man 50 000 av en rom?.
| År   | Program        | Notering  | Avsnitt  | Tv-kanal       | Inspelningsplats                                        |
| ---- | -------------- | --------- | -------- | -------------- | ------------------------------------------------------- |
| 2020 | Paradise Hotel | Deltagare | Ep 1-36  | Kanal 3        | Mexiko                                                  |
| 2021 | Big Brother    | Deltagare | Ep 8-100 | Sjuan & C More | Televerkets förvaltningsbyggnader i Farsta (Telestaden) |
| 2022 | Hide and Seek  | Deltagare | Ep 1,5,7 | Discovery+     |                                                         |